# Liste der Nummer-eins-Hits in Dänemark (1995)
Diese Liste enthält alle Nummer-eins-Hits in Dänemark im Jahr 1995. Es gab in diesem Jahr elf Nummer-eins-Singles.

## Singles
| ← 1994 ← | Liste der Nummer-eins-Hits in Dänemark | Liste der Nummer-eins-Hits in Dänemark | Liste der Nummer-eins-Hits in Dänemark                                                                   | 1996 →                    |
| \| Zeitraum \| Wo. ges. \| Interpret \| Titel Autor(en) \| Zusätzliche Informationen \| \| (Zeitraum, Wochen auf Platz eins, Interpret, Titel, Autor[en], zusätzliche Informationen) \| \| \| \| \| \| ----------------------------------------------------------------------------------------- \| -------- \| ------------------- \| -------------------------------------------------------------------------------------------------------- \| ------------------------- \| \| 8. Oktober 1994 – 6. Januar 1995 13 Wochen \| 13 \| Rednex \| Cotton Eye Joe Trad.; Bearbeiter: Patric Robert Edenberg, Örjan Kjell Öberg, Christer Jan Ericsson \| – \| \| 7. Januar 1995 – 4. Februar 1995 4 Wochen \| 4 \| Rednex \| Old Pop in an Oak Pat Reiniz \| – \| \| 4. Februar 1995 – 10. Februar 1995 1 Woche \| 1 \| The Cranberries \| Zombie Dolores Mary O’Riordan \| – \| \| 11. Februar 1995 – 24. Februar 1995 2 Wochen \| 2 \| East 17 \| Stay Another Day Tony Mortimer, Rob Kean, Dominic Hawken \| – \| \| 25. Februar 1995 – 3. März 1995 1 Woche \| 1 \| Ini Kamoze \| Here Comes the Hotstepper Ini Kamoze, Chris Kenner, Kenton Nix, Salaam Remi \| – \| \| 4. März 1995 – 7. April 1995 5 Wochen \| 5 \| Scatman John \| Scatman (Ski-Ba-Bop-Ba-Dop-Bop) John Larkin, Antonio Nunzio Catania, Tony Catania, Catania Music Studios \| – \| \| 8. April 1995 – 3. Juni 1995 8 Wochen \| 8 \| Diverse Interpreten \| Sarajevo's børn - Gi dem et håb \| – \| \| 4. Juni 1995 – 29. Juli 1995 8 Wochen \| 8 \| Timm & Gordon \| 21 Go'nat historier \| – \| \| 30. Juli 1995 – 10. Oktober 1995 11 Wochen \| 11 \| Me & My \| Dub-I-Dub \| – \| \| 11. Oktober 1995 – 8. November 1995 4 Wochen \| 4 \| Timm & Gordon \| Tør du la' vær'? John Larkin, Antonio Nunzio Catania, Tony Catania, Catania Music Studios \| – \| \| 9. November 1995 – 24. Januar 1996 11 Wochen \| 11 \| Coolio feat. L. V. \| Gangsta’s Paradise Stevie Wonder, Artis L. Ivey Jr., Douglas B. Rasheed, Larry James Sanders \| – \| |                                        |                                        | |                           |
| ← 1994 |                                        |                                        | | → 1996 →                  |
| Zeitraum | Wo. ges.                               | Interpret                              | Titel Autor(en)                                                                                          | Zusätzliche Informationen |
| (Zeitraum, Wochen auf Platz eins, Interpret, Titel, Autor[en], zusätzliche Informationen) |                                        |                                        | |                           |
| 8. Oktober 1994 – 6. Januar 1995 13 Wochen | 13                                     | Rednex                                 | Cotton Eye Joe Trad.; Bearbeiter: Patric Robert Edenberg, Örjan Kjell Öberg, Christer Jan Ericsson       | –                         |
| 7. Januar 1995 – 4. Februar 1995 4 Wochen | 4                                      | Rednex                                 | Old Pop in an Oak Pat Reiniz                                                                             | –                         |
| 4. Februar 1995 – 10. Februar 1995 1 Woche | 1                                      | The Cranberries                        | Zombie Dolores Mary O’Riordan                                                                            | –                         |
| 11. Februar 1995 – 24. Februar 1995 2 Wochen | 2                                      | East 17                                | Stay Another Day Tony Mortimer, Rob Kean, Dominic Hawken                                                 | –                         |
| 25. Februar 1995 – 3. März 1995 1 Woche | 1                                      | Ini Kamoze                             | Here Comes the Hotstepper Ini Kamoze, Chris Kenner, Kenton Nix, Salaam Remi                              | –                         |
| 4. März 1995 – 7. April 1995 5 Wochen | 5                                      | Scatman John                           | Scatman (Ski-Ba-Bop-Ba-Dop-Bop) John Larkin, Antonio Nunzio Catania, Tony Catania, Catania Music Studios | –                         |
| 8. April 1995 – 3. Juni 1995 8 Wochen | 8                                      | Diverse Interpreten                    | Sarajevo's børn - Gi dem et håb                                                                          | –                         |
| 4. Juni 1995 – 29. Juli 1995 8 Wochen | 8                                      | Timm & Gordon                          | 21 Go'nat historier                                                                                      | –                         |
| 30. Juli 1995 – 10. Oktober 1995 11 Wochen | 11                                     | Me & My                                | Dub-I-Dub                                                                                                | –                         |
| 11. Oktober 1995 – 8. November 1995 4 Wochen | 4                                      | Timm & Gordon                          | Tør du la' vær'? John Larkin, Antonio Nunzio Catania, Tony Catania, Catania Music Studios                | –                         |
| 9. November 1995 – 24. Januar 1996 11 Wochen | 11                                     | Coolio feat. L. V.                     | Gangsta’s Paradise Stevie Wonder, Artis L. Ivey Jr., Douglas B. Rasheed, Larry James Sanders             | –                         |